# China Liv Pro Cycling
China Liv Pro Cycling er et professionelt cykelhold for kvinder, baseret i Hong Kong.

## Holdet

### 2018
| Trup 2018                       | Trup 2018          | Trup 2018    | Trup 2018 |
| Rytter                          | Fødselsdag         | Seneste hold |           |
| ------------------------------- | ------------------ | ------------ | --------- |
| Bai Yue                         | 13. december 1992  |              |           |
| Qiaolin Chen                    | 2. september 1996  |              |           |
| Dong Yanxia (15. okt.–31. dec.) | 6. november 1989   |              |           |
| Li Jiaqi                        | 27. juli 1995      |              |           |
| Liang Hongyu                    | 23. oktober 1990   |              |           |
| Dexiang Liu                     | 20. januar 1993    |              |           |
| Jiali Liu                       | 6. april 1994      |              |           |
| Lu Mei                          | 16. april 1997     |              |           |
| Siying Lu                       | 4. november 1996   |              |           |
| Meng Zhaojuan                   | 14. december 1989  |              |           |
| Wu Peixiao                      | 27. august 1996    |              |           |
| Pu Yixian                       | 23. december 1992  |              |           |
| Sun Xue                         | 23. november 1990  |              |           |
| Zhao Xisha                      | 28. september 1992 |              |           |
|                                 |                    |              |           |
| Kilde: UCI                      |                    |              |           |